# نينوس

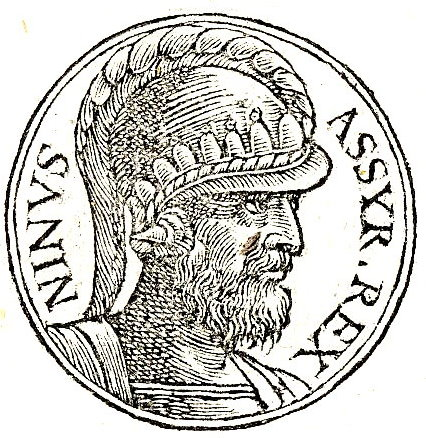
نينوس حسب رسم غيوم رويل في كتاب الأيقونات

نينوس (باليونانية: Νίνος)‏، وفقاً للمؤرخين اليونانيين الذين كتبوا في الفترة الهلنستية وما بعدها، اعتبر مؤسس مدينة نينوى (وتسمى أيضاً «مدينة نينوس» باللغة اليونانية) العاصمة القديمة لآشور. إسمه غير مسجل في قائمة الملوك الآشوريين أو في أي نص من النصوص الأدبية المسمارية في بلاد ما بين النهرين؛ ويبدو أنه لا يمثل أي شخصية معروفة في التاريخ الحديث، وعلى الأرجح هو مزيج من عدة شخصيات حقيقية وخيالية في العصور القديمة، وفق رؤية أندمجت في الأدبيات الإغريقية.

## في التاريخ الهيليني
تُعزى العديد من الإنجازات المبكرة إلى نينوس، مثل كونه أول من قام بتدريب كلاب الصيد، وأول من قام بترويض الخيول لركوبها. وبسبب هذه الإنجازات، يتم تمثيله أحياناً في الأساطير اليونانية بشخصية قنطور.
تظهر شخصية كل من الملك نينوس والملكة سميراميس أولاً في تاريخ بلاد فارس الذي كتبه الطبيب والمؤرخ اليوناني كتسياس الذي عاش في كنيدوس (حوالي 400 قبل الميلاد)، وادعى بأنه كان قد عمل كطبيب في بلاط أردشير الثاني الأخميني، مما مكنه الوصول إلى السجلات التاريخية الملكية. تم توسيع رواية كتسياس بعد ذلك بواسطة ديودور الصقلي. ولا يزال المؤرخون الأوروبيون يذكرون نينوس (مثل ألفريد العظيم)، حتى أتاحت معرفة رموز الكتابة المسمارية إعادة بناء التاريخ الأشوري والبابلي بدقة أكثر بعد الاكتشافات التي حدثت من منتصف القرن التاسع عشر فصاعداً.
وقيل إنه كان ابن بيلوس أو بيل، والاسم بيل ربما يمثل لقباً سامياً مثل الإله بعل (الاسم الشهير «للإله» الذي عارضه إيليا في سفر الملوك الإصحاح 17 الآية 1). وفقًا لـ«كاستور الرودسي» فقد استمر حكمه 52 عاماً، وكان بداية انهيار حكمه سنة 2189 قبل الميلاد وفقًا لكتسياس. اشتهر بأنه غزا غرب آسيا بأسرها خلال 17 عاماً بمساعدة أريوس ملك الجزيرة العربية، وأنشأ الإمبراطورية الأولى، وهزم ملوك أرمينيا البارزنيس الأسطوريين (الذين نجا منهم) وفراعين ميديا (الذين قام بصلبهم).

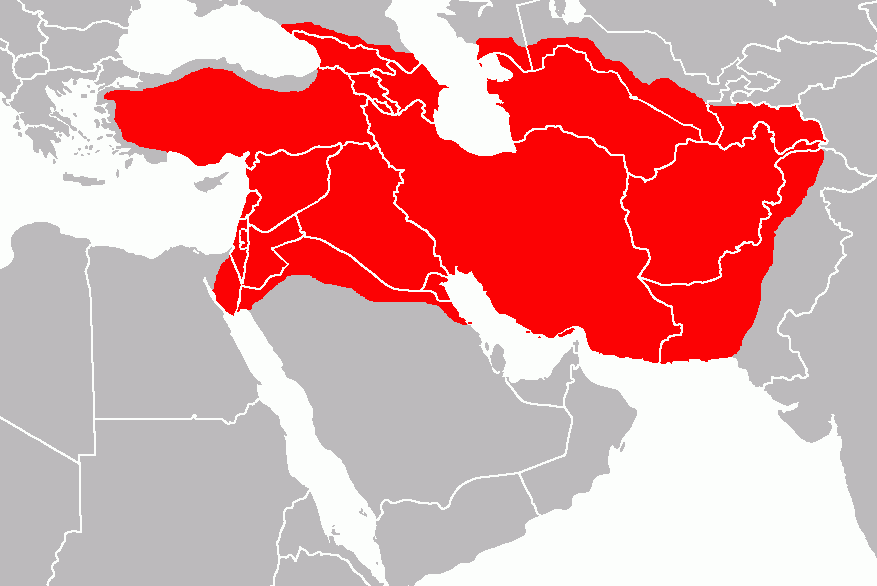
إمبراطورية نينوس وفقاً لـ ديودور الصقلي

كما تقول القصة، بعد أن غزا نينوس جميع الدول الآسيوية المجاورة باستثناء الهند وباكتريا، ثم شن الحرب على أوكسيارتس ملك باكتريا بواسطة جيش كبير تعداده ما يقارب المليوني نسمة، واستولى على كل المدن ما عدا العاصمة باكترا. وخلال حصاره لـ«باكترا» تعرف على سميراميس. حيث تقول الأسطورة:
كان ثمرة هذا الزواج إبنهم «نينياس»، وقيل إنها خلفت نينوس في الحكم. وتقول الأسطورة في مصادر أخرى:
ذكر كتسياس (كما هو معروف من ديودوروس) أنه بعد وفاة نينوس، أقامت أرملته سميراميس، التي أشيع عنها إنها قتلت زوجها نينوس، له ضريح ومعبد يتكون من 9 مدرجات عالية و 10 مدرجات واسعة بالقرب من بابل، وذكر كذلك بأنها قد قامت بشن الحرب على آخر ملوك المستقلين المتبقين في آسيا هو الملك ستابروباتيس حاكم الهند، لكنها هُزمت وأصيبت في المعركة، وتنازلت عن الحكم لصالح ابنها نينياس.

## تحديد الهوية
أكد عدد من المؤرخين، ابتداءً من المؤرخ الروماني سيفاليون (حوالي 120 ميلادية)، أن خصم نينوس كان ملك باكتيريا، كان في الواقع زرادشت (أو الأول من عدة أشخاص يحملون هذا الاسم)، بدلاً من أوكسيارتس.
تم تحديد نينوس لأول مرة في «الاعترافات» (جزء من الكتابات الكليمنتية) مع نمرود التوراتي، حيث يقول المؤلف إنه علم الفرس أن يعبدوا النار. في العديد من التفسيرات الحديثة للنص العبري في سفر التكوين 10، إن نمرود ابن كوش هو الذي أسس نينوى. وفي ترجمات أخرى (على سبيل المثال، نسخة الملك جيمس) ذكرت إن آشور ابن سام هو مؤسس نينوى.

## تاريخياً
سمح فك شفرة عدد هائل من النصوص المسمارية لعلماء الآشوريات في العصر الحديث بتجميع تاريخ أكثر دقة من سومر وأكد وآشور وبابل وكلديا. ولم يتم العثور على شاهد يثبت وجود نينوس في أي من قوائم الملوك الواسعة التي تم جمعها في بلاد ما بين النهرين، ولم يرد ذكره في أدب بلاد ما بين النهرين القديم، ومن المحتمل جداً أن يكون هذا التصور الهيليني مستوحى من أفعال ملك آشوري حقيقي قد يكون واحد أو أكثر، أو من الأساطير البابلية-الآشورية. وشبيه ذلك، فإن الشخصية التوراتية لنمرود غير مشهود لها في أي مكان في الأدب الآشوري أو البابلي أو الأكدي أو السومري، ولكن يعتقد كثير من العلماء أنه شخصيته مستوحاة من ملك واحد أو أكثر من الملوك الحقيقيين، والأكثر ترجيحاً أنه توكولتي-نينورتا الأول ملك آشور الذي حكم الإمبراطورية الآشورية الوسطى خلال القرن الثالث عشر قبل الميلاد، أو إله الحرب الآشوري نينورتا. تُعرف الملكة الآشورية شمورامات (سميراميس) بأنها شخصية تاريخية حقيقية، وحكمت الإمبراطورية الآشورية الحديثة في عام 811 قبل الميلاد بعد وفاة زوجها شمشي أدد الخامس لخمس سنوات كوصية على عرش إبنها أداد نيراري الثالث. وكانت الأساطير الهيلينية تحيط بسميراميس مستوحاة من حداثة امرأة تحكم مثل هذه الإمبراطورية الكبيرة. يرى الكثيرون أن اسم شمورامات كانت يمكن أن تكون الاسم نفسه لسميراميس السابقة وليس بالضرورة مصدر إلهام لها.

## في الثقافة
تحكي مسرحية حلم ليلة منتصف الصيف للكاتب الإنجليزي وليم شكسبير قصة بيراموس وذيسب كمسرحية داخل مسرحية. أخطأ الممثلون في نطق موقع «قبر نينوس» على أنه «قبر نيني»، على الرغم من أن «المخرج» بيتر كوينس قام بتصحيح ذلك في البداية ولكن دون جدوى.
يتم تناول قصة نينوس وسميراميس بشكل مختلف في قصة رومانسية هلنستية تقع أحداثها في القرن الأول الميلادي تسمى «نينوس رومانس» أو «رواية نينوس وسميراميس» أو «شظايا نينوس». ربما يصور مشهد منه في الفسيفساء من أنطاكية على نهر العاصي.
ادعى المؤرخ والمبشر إيزيدور الإشبيلي، أن عبادة الأصنام كانت من اختراع نينوس، الذي كان قد صنع تمثالاً ذهبيا لأبيه بيلوس الذي كان يعبده. كان هذا الادعاء مؤثراً للغاية طوال فترة العصور الوسطى حتى أوائل العصر الحديث.